# Gladys Olebile Masire
Gladys Molefi Olebile Masire, Lady Masire (30 tháng 7 năm 1931 – 17 tháng 5 năm 2014) là một giáo viên và là nhân vật chính trị người Botswana, từng là Đệ nhất phu nhân Botswana lâu nhất từ năm 1980 đến 1998.

## Tuổi thơ
Gladys Molefi Olebile sinh năm 1931 tại làng Modimola, Mafikeng. Bà là con gái của Fenkwane Mogwera và Mabu Mogwera. Từ phía bà ngoại, cô thuộc hoàng tộc Tawana-a-Tshidi Mina Tholo. Sau khi tốt nghiệp Tigerkloof, cô theo bước chân mẹ mình trở thành giáo viên trong nhiều năm tại Mafikeng và sau đó tại Kanye.

## Nghề nghiệp
Vào những năm 1980, Lula Horace – vợ của Đại sứ Hoa Kỳ Horace Dawson, đã giúp Olebile Masire thành lập tổ chức từ thiện đầu tiên của Botswana. Tổ chức từ thiện này được gọi là Quỹ từ thiện trẻ em Botswana, và cô là một Chủ tịch danh dự của quỹ vào năm 1996.
Năm 1990, Olebile Masire là thành viên của Ủy ban tiếp tân quốc gia Mandela đã giúp chuẩn bị cho chuyến thăm Gaborone tháng 6 năm 1990 của Nelson Mandela sau khi ông được thả ra khỏi đảo Robben.

## Đời tư
Bà đã kết hôn với cựu Tổng thống Botswana Sir Quett Ketumile Masire vào năm 1958 và có sáu người con.

## Vinh danh
Olebile Masire là người bảo trợ cho Thế vận hội đặc biệt Botswana từ năm 1989 đến năm 2013. Trong năm học 1996/97, Đại học Botswana đã thành lập Giải thưởng Lady Olebile Masire dưới tên của cô. Giải thưởng này được trao cho một sinh viên có điểm số cao nhất trong Khoa Kỹ thuật.
Olebile Masire đã được Tổng thống Ian Khama trao tặng Huân chương Danh dự Tổng thống năm 2016.

## Qua đời
Vào ngày 17 tháng 5 năm 2014, Lady (Gladys) Olebile Masire đã mất tại Bệnh viện Milpark ở Parktown, Nam Phi. Bà được chôn cất tại Kanye, Botswana, vào ngày 25 tháng 5 năm 2014, một tuần sau đó.